# Макијарела (Латина)
Макијарела је насеље у Италији у округу Латина, региону Лацио.
Према процени из 2011. у насељу је живело 104 становника. Насеље се налази на надморској висини од 3 м.